# آقچه‌شار، سنان‌پاشا
آقچه‌شار (به لاتین: Akçaşar, Sinanpaşa) یک منطقهٔ مسکونی در ترکیه است که در استان افیون قره‌حصار واقع شده‌است.